# Escher-Hirt-Syndrom
Das Escher-Hirt-Syndrom, auch Escher-Hort-Syndrom genannt, ist eine sehr seltene angeborene Erkrankung mit einer Kombination von Schallleitungsschwerhörigkeit mit Fehlbildung am Ohr und Rückverlagerung des Unterkiefers (Mandibuläre Retrognathie).
Die Erkrankung ist nach den Erstbeschreibern, dem Berner HNO-Arzt Franz Escher und dem Basler Neuropädiater Hans Rudolf Hirt, benannt.

## Verbreitung
Die Häufigkeit wird auf unter 1 zu 1.000.000 geschätzt, die Vererbung erfolgt autosomal-dominant. Es sind erst wenige Familien bekannt.

## Klinische Erscheinungen
Das Krankheitsbild scheint variabel zu sein. Klinisch fällt eine Mikrogenie auf.
Diagnostische Kriterien sind die Schallleitungsschwerhörigkeit aufgrund einer Fehlbildung und Unterentwicklung der Mittelohrknöchelschen und fehlender Verbindung zwischen Amboss und Steigbügel sowie kleine wenig ausgeformte Ohrmuscheln (Mikrotie) mit relativ zu großen verdickten Ohrläppchen.

## Untersuchungsmethoden
Das Ausmaß und die Art vorhandener Fehlbildung der Gehörknöchelchen
kann bildgebend mittels Kernspintomographie oder Computertomographie beurteilt werden.

## Therapie
Eine ursächliche Behandlung ist nicht bekannt, je nach Art der Ohrfehlbildungen ergeben sich eventuell operative Möglichkeiten, zum Beispiel ein Cochleaimplantat.